# Гявуркала (Бойахмедли)
Гявуркала (азерб. Gavurqala) — городище и некрополь, относящиеся к III—X вв., расположенное на территории современного села Бойахмедли. Слово гявуркала переводится как «город неверных (гяуров)»
Площадь около 40 га. Согласно Азербайджанской советской энциклопедии Гявуркала является руинами города Алуен, летней резиденции правителей Кавказской Албании. Согласно Седраку Бархударяну, по сообщениям историка VII века Себеоса и описанию современных путешественников данные развалины являются остатками древнего города Тигранакерт. Рагим Ваидов, основываясь на разведочных работах и анализе сведений письменных первоисточников, отвергает мнение о локализации города Тигранакерта на месте Гявуркала и локализует его рядом с Агдамом.

## Археологические находки
Согласно Азербайджанской советской энциклопедии городище было обведено стеной из сырцового кирпича (V—VII вв.). При помощи керамических труб в город поступала родниковая вода. В ходе археологических раскопок были обнаружены бусы, предметы шитья, дома из камня и с остатками очага, языческий и христианский храм, кладбище и пр. Среди находок имеется стеклянный флакон, изготовленный в Сирии, монета византийского императора Анастасия I (491—518) и др.
В конце 1950-х гг. археолог Р. М. Ваидов при раскопках поселения выявил однонефный монументальный христианский храм, а также погребения в каменных ящиках и саркофагах VIII—X вв. Одна из крышек известнякового саркофага представляла собой двухскатный надгробный камень, расколотый на две части с армянской надписью (эпитафией) в четыре строки. Эпиграфист С. Бархударян изучил надпись и определил, что саркофаг принадлежал младшему брату князя Хамама, который, по сообщению М. Каганкатваци, «возобновил упраздненное царство Алуанка». Ныне этот саркофаг с надгробным камнем хранится в Музее истории Азербайджана.
Сам храм имел большой зал площадью 62 м² для богослужения и служебное помещение, которое примыкало к залу с северо-восточной стороны. В восточной стороне зала располагалась алтарная возвышенность и полукруглая абсида. Полы помещения и алтарной возвышенности вымощены плоскими прямоугольными, хорошо обработанными плитами размером до 1 м². Некоторые плиты содержат магические изображения в виде геометрических фигур.